# José Ignacio de Márquez
José Ignacio de Márquez Barreto (Ramiriquí, 1793 – Bogotà, 1880) è stato un politico colombiano.
Presidente della Suprema corte di giustizia colombiana, fu eletto nel 1835 vicepresidente della repubblica della Nueva Granada - stato costituito nel XIX secolo nell'attuale Colombia - e nel 1837 ne divenne presidente.
Nel 1840 sconfisse militarmente i liberali José María Obando e José Hilario López, che volevano rovesciare il governo.